# 泰山街道 (吉林市)
泰山街道，是中华人民共和国吉林省吉林市丰满区下辖的一个乡镇级行政单位。

## 行政区划
泰山街道下辖以下地区：
滨江社区、华西社区、宝山社区、实化社区、水韵社区、天山社区和翰林苑社区。